# Balzac (groupe)
Pour les articles homonymes, voir Balzac.
Balzac est un groupe japonais de punk rock, originaire d'Osaka.

## Histoire

### Débuts
Le groupe est formé en 1992 à Osaka par Hirosuke Nishiyama, qui est aujourd'hui le seul membre de la formation initiale. Auparavant, il avait déjà joué dans le groupe The Astro Zombies, qui avait été fortement influencé par le groupe japonais Gastunk. Après quelques années, Balzac réussit à se faire connaître en dehors du Japon et les Misfits reformés commencent à les remarquer. Depuis, Balzac reçoit le soutien de Jerry Only. Leurs disques sont publiés aux États-Unis sur le même label discographique que les Misfits et ils produisent finalement un CD split commun (Day the Earth Caught Fire - Don't Open till Doomsday/The Haunting).

### Années 2000
Jusqu'en 2003, Balzac sort cinq albums, deux DVD, plusieurs singles et des vidéos. Outre le groupe principal, il existe également deux projets secondaires appelés Zodiac et The Deranged Mad Zombies. Lors de leur première tournée européenne en 2004., Bela B. et Rodrigo González des Ärzte leur permettent de se produire en première partie au Tanzbrunnen de Cologne. Fin 2006, ils effectuent une tournée conjointe avec Merry.
En 2006, ils sortent leur album Deep Blue: Chaos from Dark-Ism. Le 13 avril 2007 sort ensuite un split-single en collaboration avec Bela B., sur lequel Balzac reprend les chansons de Bela B. Tag mit Schutzumschlag et Versuchs doch mal mit mir. En retour, Bela B. reprend les chansons de Balzac Tomorrow et Wall (y compris les paroles en japonais). En octobre 2007, ils effectuent une tournée aux côtés de leurs idoles les Misfits dans toute l'Amérique du Nord. Début 2008, leur Complete Legacy Book sort en deux versions différentes, avec différents CD bonus et une liste de leurs sorties, de leurs figurines de collection et une histoire complète du groupe. En 2009, ils sortent leur mini-album Paradox.

### Depuis les années 2010
Le 8 juillet 2015, le groupe sort son 11e album, Bloodsucker. Début 2016, le groupe effectue une tournée en Allemagne.
Genei sera leur premier nouveau single depuis presque exactement un an, après Shisen en décembre 2020.

## Style musical
Bien que Balzac considère les Misfits comme des modèles et qu'ils n'existeraient pas sans ce groupe, ils ne font que peu de reprises du groupe américain et développent leur propre style, tant musical que vestimentaire. Ils empruntent néanmoins des motifs à leurs modèles de temps en temps, les musiciens se produisent ainsi en costumes de squelettes. Une autre influence est le groupe Samhain. Balzac combine différents styles dans sa musique, ses premiers albums et démos combinent le punk rock avec des mélodies typiques du J-rock, sur les œuvres ultérieures, on retrouve des influences claires du domaine du heavy metal. Balzac varie les styles même au sein d'un même album, il n'est pas rare qu'une chanson de punk soit suivie d'une chanson orientée métal et que la suivante contienne déjà des éléments de noise ou de digital hardcore. Le mini-album Paradox est un bon exemple d'influences noise et digital hardcore sur Balzac, où l'on trouve des riffs de guitares durs, des rythmes et des percussions électroniques, et où la voix est déformée et altérée par des effets.
Les critiques font l'éloge de la diversité des styles, qui constituent un effet de surprise et apportent de la variété à l'auditeur.

## Discographie

### Albums notables
- 1995 : The Last Men on Earth
- 1997 : Deep – Teenagers From Outer Space
- 1998 : 13 Stairway – The Children of the Night
- 2000 : Zennou-Naru Musuu-No Me Ha Shi Wo Yubi Sasu
- 2002 : Terrifying – Art of Dying!The Last Men on Earth II
- 2003 : Beyond the Darkness
- 2004 : Came Out of the Grave
- 2005 : Dark-Ism
- 2005 : Out of the Grave and Into the Dark
- 2006 : Deep Blue: Chaos from Dark-Ism (double album)
- 2006 : Zodiac – Beware on Halloween
- 2007 : Paranoid Dream of the Zodiac
- 2008 : Hatred: Destruction = Construction
- 2009 : Paradox
- 2010 : Judgement Day
- 2013 : Blackout
- 2015 : Bloodsucker
- 2019 : Hybrid Black

### Singles
- 1993 : Lord of the Light and Darkness
- 1995 : Atom Age Vampire in 308 (Agevin '08)
- 1996 : Isolation from No. 13
- 1996 : When the Fiendish Ghouls Night
- 1998 : Who Will Survive-Off the Wall (split avec The Hate Honey)
- 1998 : The 4 Brothers Meet Misery Skull
- 1999 : Oldevils Legend of Blood (split-CD avec Sobut)
- 1999 : Isolation from No. 13
- 1999 : Into the Light of the 13 Dark Night
- 1999 : Neat Neat Neat/The End of Century
- 2000 : Hands of 9 Evils
- 2001 : Nowhere Number 13/Tomorrow
- 2001 : Unvarnished Facts
- 2001 : Thirteen Ghost/Psycho in 308
- 2001 : The Silence of Crows/Vanishes in Oblivion
- 2002 : Don’t Open til Doomsday (split-CD avec Misfits)
- 2002 : Out of the Blue
- 2003 : Beware of Darkness
- 2003 : Out of the Blue (Deutsche Single)
- 2003 : Out of the Light of the 13 Dark Night (Deutschland-exklusiv)
- 2003 : Screwbiter (split-CD avec Cocobat)
- 2004 : Gimme Some Truth
- 2004 : Inside My Eyes (Europe)
- 2005 : Parade: Respective Tracks of Buck Tick (album hommage)
- 2005 : The Curse of the Damned (album hommage)
- 2005 : D.A.R.K. (CD/DVD)
- 2007 : Der Graf Vs. Horrorpunks (split-single avec Bela B.)
- 2007 : Swallow the Dark
- 2008 : Zombie A Go Go (split-single avec Rodrigo González)
- 2009 : Paradox

### Clips
- 1993 : Curious Lore and Evil Legend
- 1995 : Lord of the Light and Darkness (Bootleg)
- 1995 : Psycho in 308
- 1998 : This Is Video Devilock (vidéo compilation)
- 1998 : Video Deep II
- 2000 : Taste of Fear II
- 2000 : Nowhere Number 13
- 2001 : Evils Is as Evil Does
- 2001 : No Death Before the Human Race with Mental Faculties
- 2001 : 20010112
- 2002 : Terrifying Tour 2002
- 2002 : Terrifying II
- 2002 : 20020511 AX
- 2002 : TWIM-Age Vampire
- 2002 : The Legacy of Terrifying #1
- 2002 : The Legacy of Terrifying #2
- 2003 : Beware of Darkness
- 2003 : America’s Most Wanted
- 2003 : Friday the 13th Boxset
- 2004 : The Night the Fiendish Ghoul Came Out of the Grave
- 2004 : Live at Shibuya O-East 2004/03/05
- 2004 : The Making of Came Out of the Grave